# Боруссия (футбольный клуб, Фульда)
«Боруссия» Фульда (нем. Sport-Club Borussia 04 e.V. Fulda) — немецкий футбольный клуб из города Фульда. Клуб основан 4 июля 1904 года как FC Borussia 1904 Fulda. Позднее был объединён с клубами Radsportclub 1907 Fulda (в июле 1923 года) и Kraftsportklub Germania Fulda  (в сентябре 1923 года), в результате получил название 1. SV Borussia 04 Fulda.

## История
В 1933 году немецкий футбол был реорганизован. После реорганизации Фульда начала играть в Гаулиге Гессен. В течение следующих двух сезонов команда занимала второе место после ФК Ханау 93 до вылета в 1938 году. Фульда вернулась в первый дивизион в 1939 году и в следующем году заняла первое место. В течение следующих четырёх сезонов клуб трижды побеждал в дивизионе, но не смог претендовать на успех на национальном уровне и в Кубке Германии. В 1943 году Фульда объединилась с Reichsbahn SG Fulda.
В конце войны спортивные организации и футбольные клубы были распущены. Клуб был восстановлен как «СГ Боруссия 04/45 Фульда» 17 октября 1945 года и позже был объединен с клубом «1. СВ Боруссия Фульда» которая была образована 11 марта 1948 года. 17 января 1951 клуб слился с «СК Фульда» и получил название «СК Боруссия 04 Фульда».

## Достижения
- Гаулига Гессен чемпион (4): 1934, 1941, 1942, 1944
- Ландеслига Гессен/Фульда чемпион (1): 1947
- Любительская лига Гессен чемпион (3): 1954, 1957, 1960
- Ландеслига Гессен-Север (V) чемпион (2): 1990, 2006
- Оберлига Гессен (IV) чемпион (2): 1996, 2001

## Последние сезоны
| Год     | Дивизион                     | Место |
| 1999/00 | Региональная лига «Юг» (III) | 17 ↓  |
| 2000/01 | Оберлига Гессен (IV)         | 1 ↑   |
| 2001/02 | Регионаллига Юг (III)        | 18 ↓  |
| 2002/03 | Оберлига Гессен (IV)         | 4     |
| 2003/04 | Оберлига Гессен              | 3 ↓   |
| 2004/05 | Ландеслига Гессен-Север (V)  | 6     |
| 2005/06 | Ландеслига Гессен-Север (V)  | 1 ↑   |
| 2006/07 | Оберлига Гессен (IV)         | 8     |
| 2007/08 | Оберлига Гессен              | 9     |
| 2008/09 | Оберлига Гессен (V)          | 17 ↓  |
| 2009/10 | Ландеслига Гессен-Север (VI) |       |